# Arnebia hispidissima
Arnebia hispidissima är en strävbladig växtart som först beskrevs av Johann Georg Christian Lehmann, och fick sitt nu gällande namn av Dc. Arnebia hispidissima ingår i släktet Arnebia och familjen strävbladiga växter. Inga underarter finns listade i Catalogue of Life.

## Bildgalleri

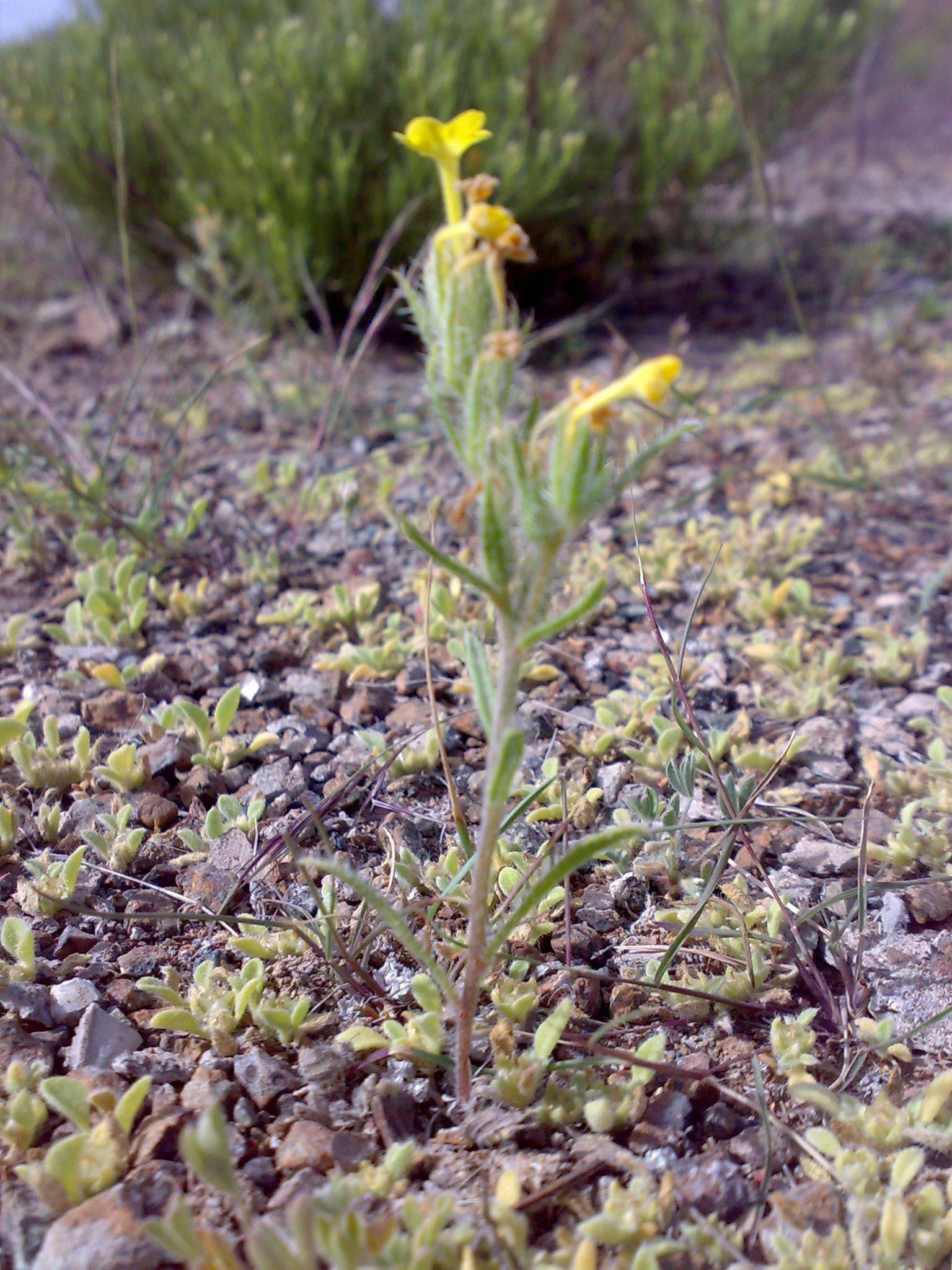
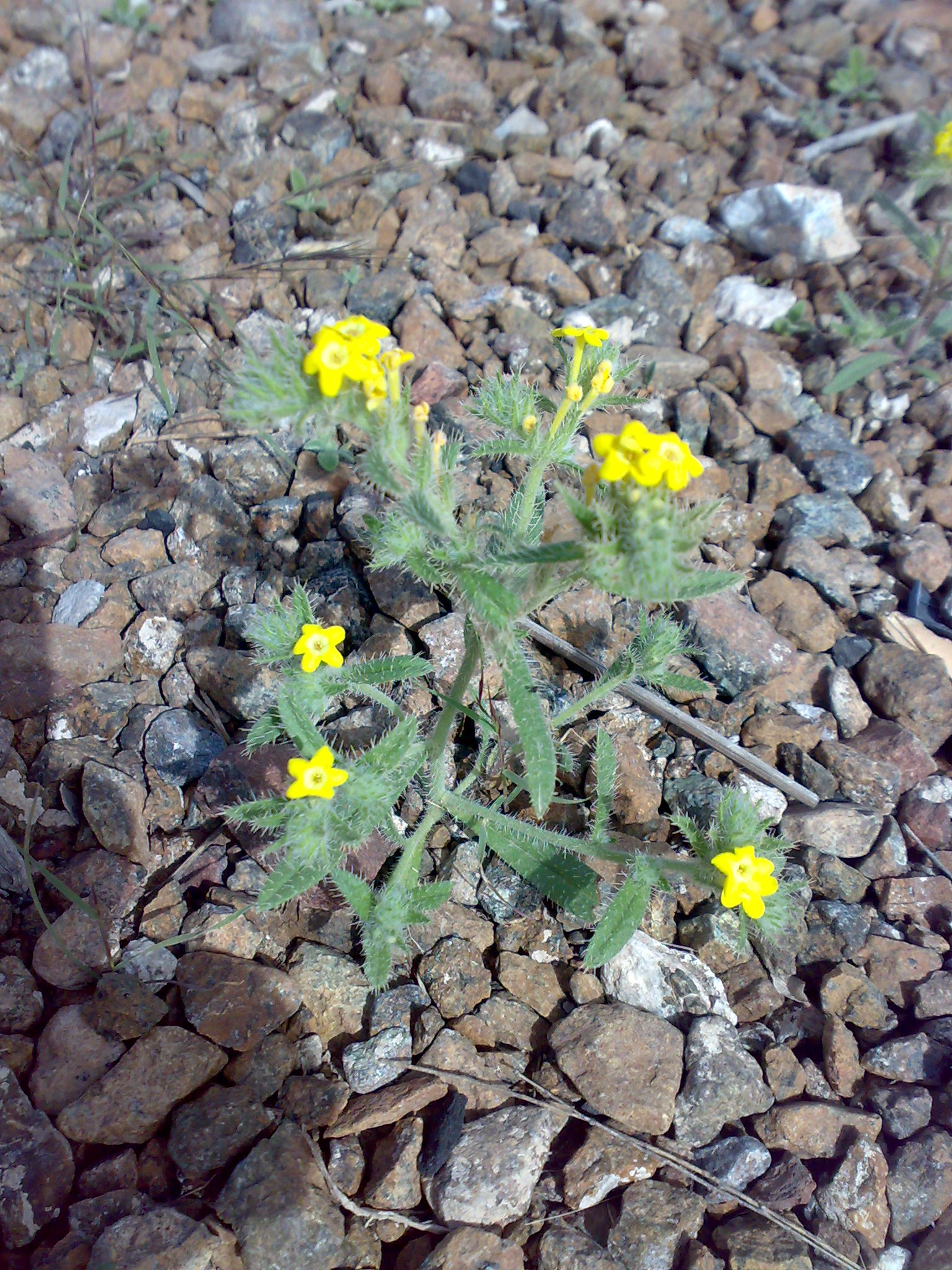
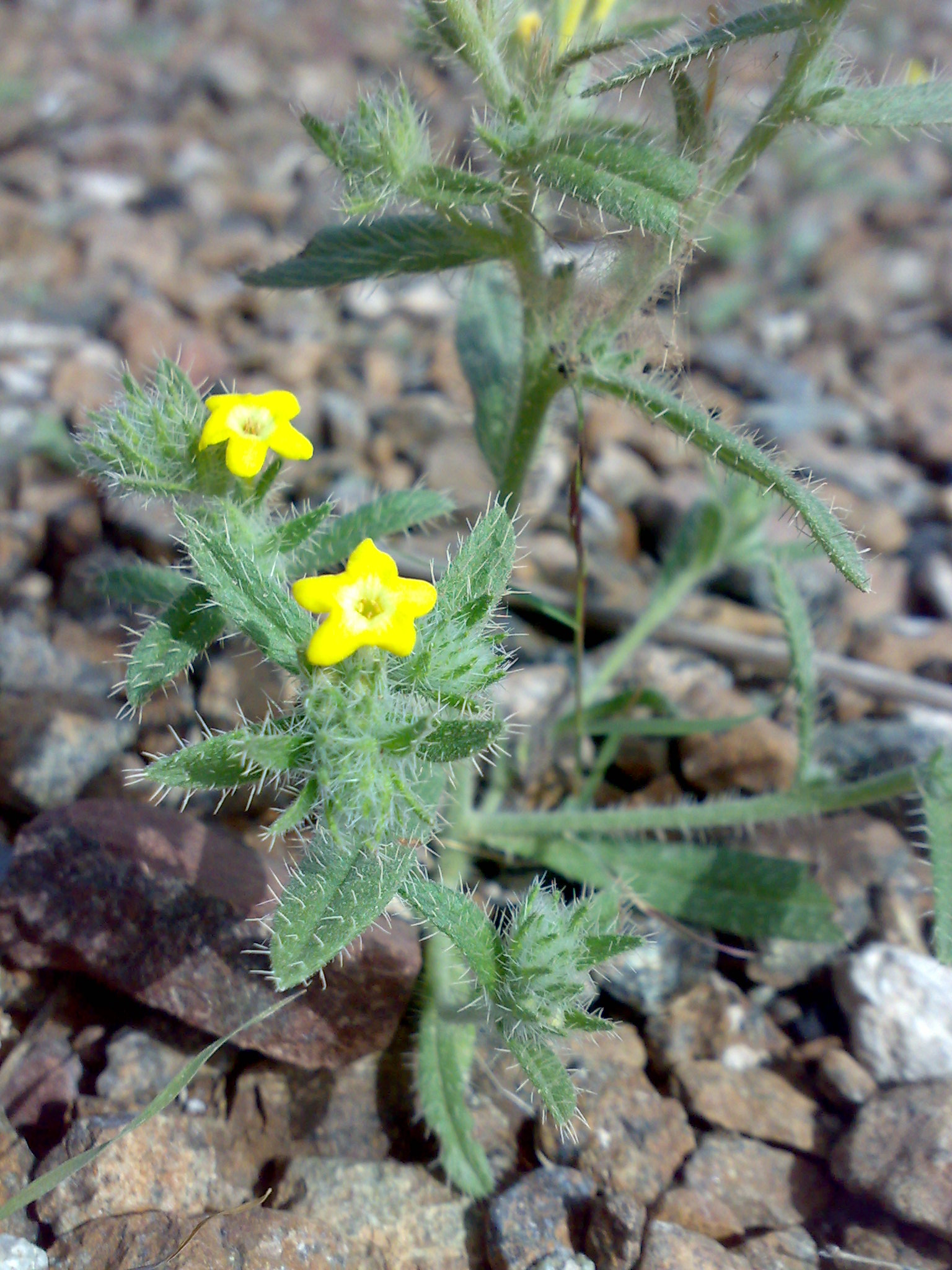
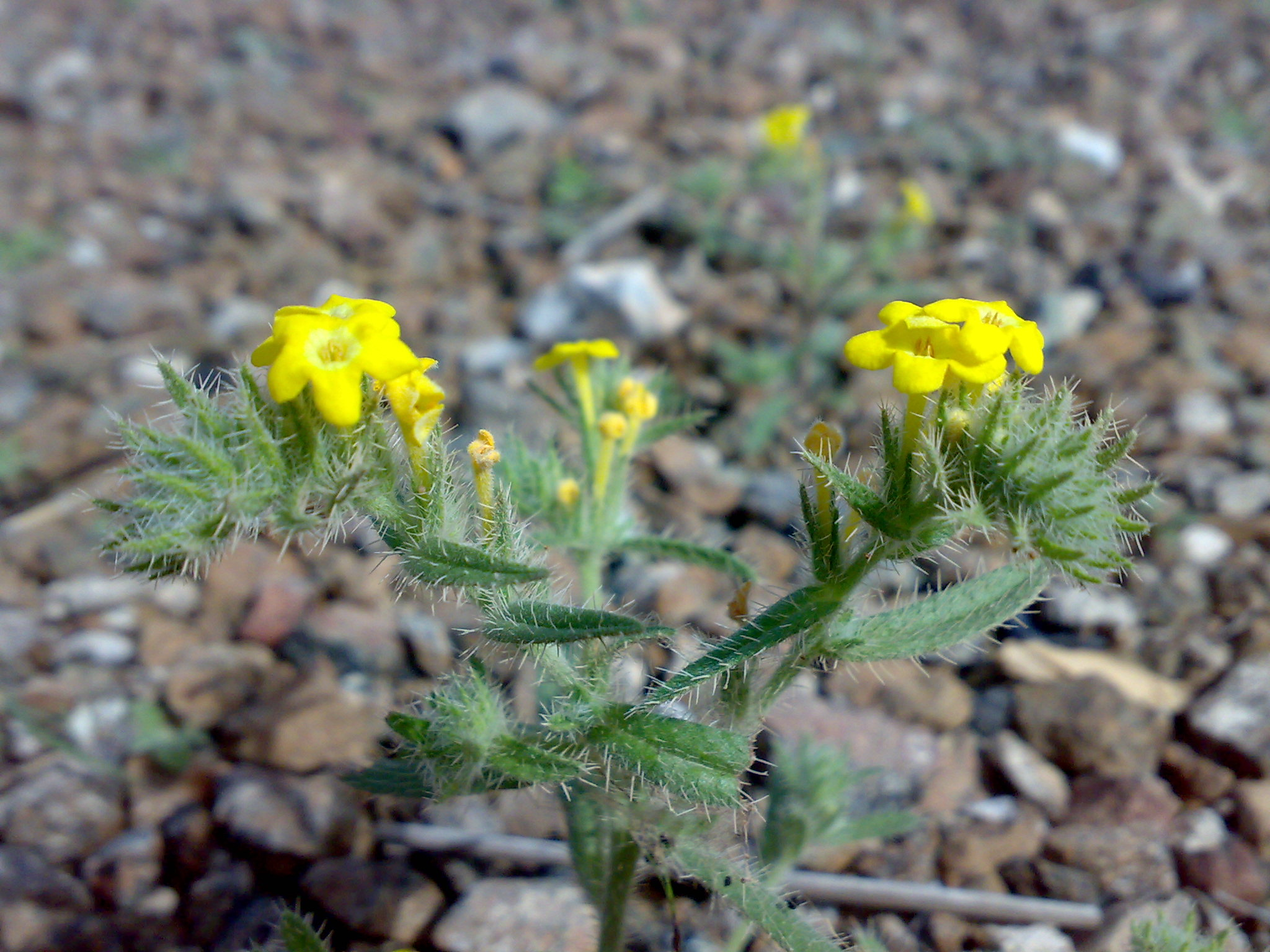
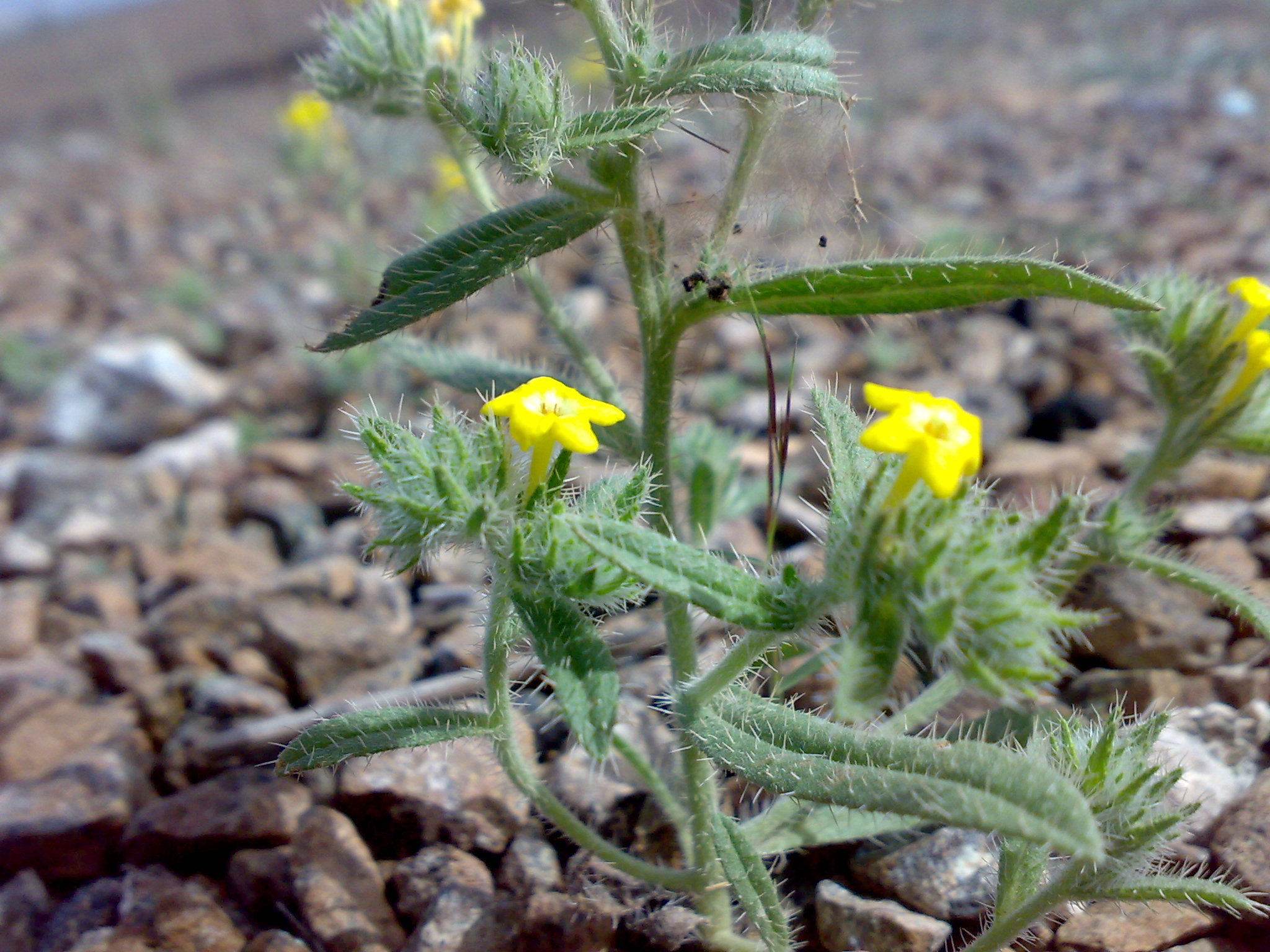
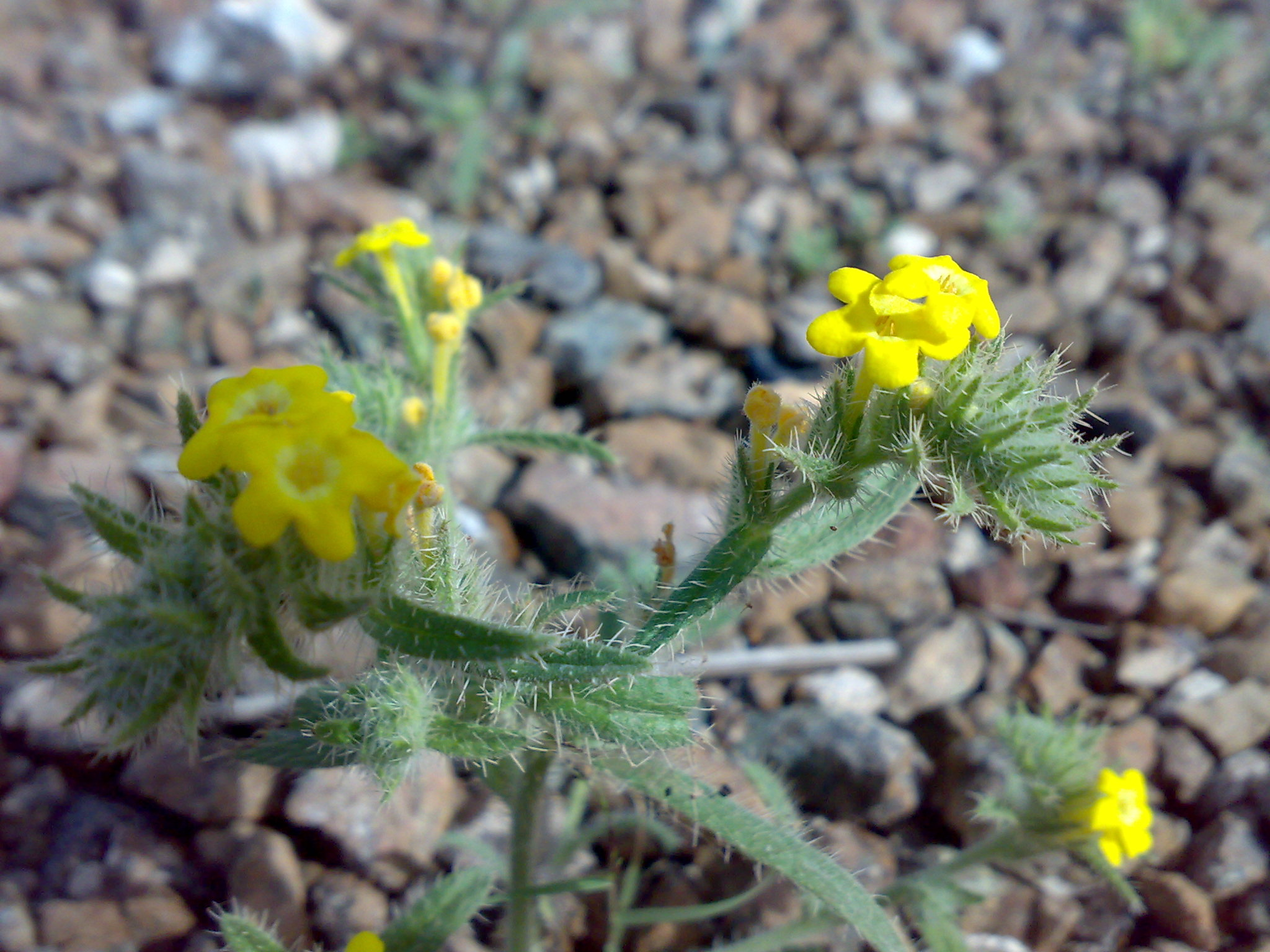